# Cylindrophis isolepis
Cylindrophis isolepis es una especie de serpientes de la familia Cylindrophiidae.

## Distribución geográfica
Es endémica de la isla de Tanah Jampea en Indonesia, la segunda isla más grande del grupo de las islas Selayar en el mar de Flores.